# Gary Rogers
Gary Rogers, né le 25 septembre 1981 à Drogheda, est un footballeur irlandais évoluant au poste de gardien de but. Rogers remporte à deux reprises le championnat d'Irlande. Après avoir évolué dans de nombreux clubs, il évolue et met fin à sa carrière fin 2020 au Dundalk Football Club.

## Biographie

### Carrière en club
Gary Rogers évolue consécutivement à Shelbourne, Drogheda United, Dublin City, Galway United, St. Patrick's Athletic, Sligo Rovers et enfin Dundalk.
Il participe à plusieurs reprises au barrage de la Ligue des champions et de la Ligue Europa. Avec son équipe, ils participent à la Ligue Europa 2020-2021 où ils terminent derniers de leur groupe avec zéro point.
Le 11 décembre 2020, après avoir passé 21 ans à jouer dans le championnat irlandais, il annonce sur un post Instagram mettre fin à sa carrière.

### Carrière internationale
Gary Rogers n'a jamais été international irlandais. Cependant, en mai 2016, lors du rassemblement de l'équipe nationale en vue des matchs amicaux préparatoires à l'Euro 2016, Rogers est convoqué par Martin O'Neill. Il est intégré à l'équipe qui doit rencontrer les Pays-Bas à cause de l'absence momentanée des deux gardiens remplaçant habituels, Keiren Westwood et David Forde. Rogers n'entre pas en jeu. Il ne peut donc être considéré comme international.

## Palmarès
- Champion d'Irlande
  - 2012 avec les Sligo Rovers
  - 2015, 2016, 2018 et 2019 avec le Dundalk FC

- Vainqueur de la Coupe d'Irlande
  - 2005 avec le Shelbourne FC
  - 2013 avec les Sligo Rovers
  - 2015, 2018 et 2020 avec le Dundalk FC

- Vainqueur de la Setanta Sports Cup
  - 2014 avec les Sligo Rovers

- Vainqueur de la Leinster Senior Cup
  - 2011 avec le St. Patrick's Athletic FC

- Vainqueur de la Coupe des champions
  - 2019 avec Dundalk FC